# Gruzja
Gruzja (gruz. საქართველო, Sakartwelo) – państwo położone na pograniczu Europy i Azji, w Kaukazie Południowym. Graniczy na północy z Rosją, na południu z Armenią i Turcją, a na wschodzie z Azerbejdżanem; zachodnią granicę kraju wyznacza wybrzeże Morza Czarnego. Stolicą Gruzji jest Tbilisi, przy czym w latach 2012–2018 siedzibą parlamentu było Kutaisi, a sądu konstytucyjnego – Batumi.
Gruzja jest członkiem Rady Europy, Organizacji Bezpieczeństwa i Współpracy w Europie, GUAM, Organizacji Współpracy Gospodarczej Państw Morza Czarnego i Eurocontrol. Od 2014 Gruzja jest krajem stowarzyszonym z Unią Europejską, a od 2016 jest członkiem strefy wolnego handlu z Unią Europejską. 14 grudnia 2023 roku Gruzja uzyskała status oficjalnego kandydata do Unii Europejskiej.

## Geografia

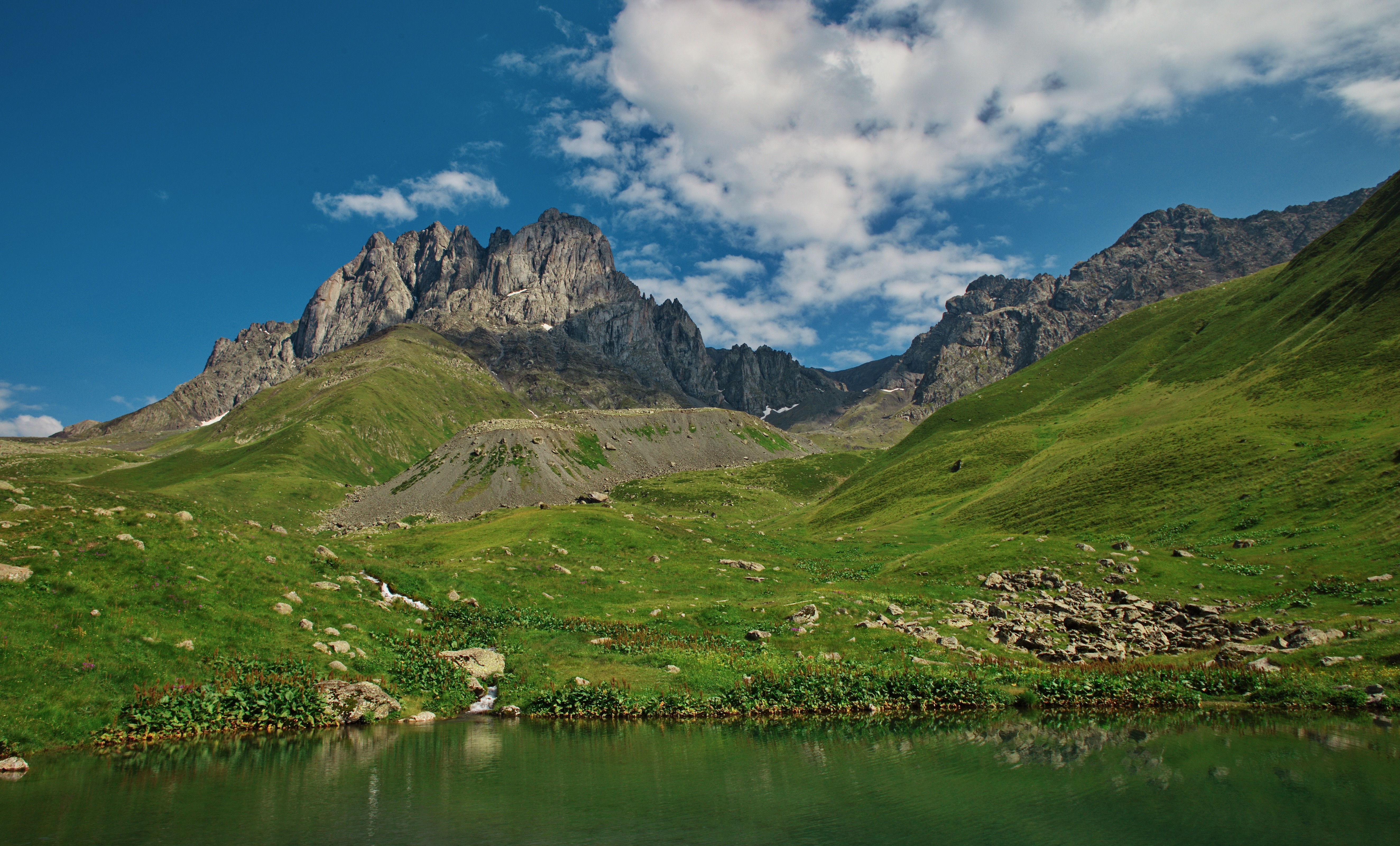
Wielki Kaukaz, północno-zachodnia Gruzja

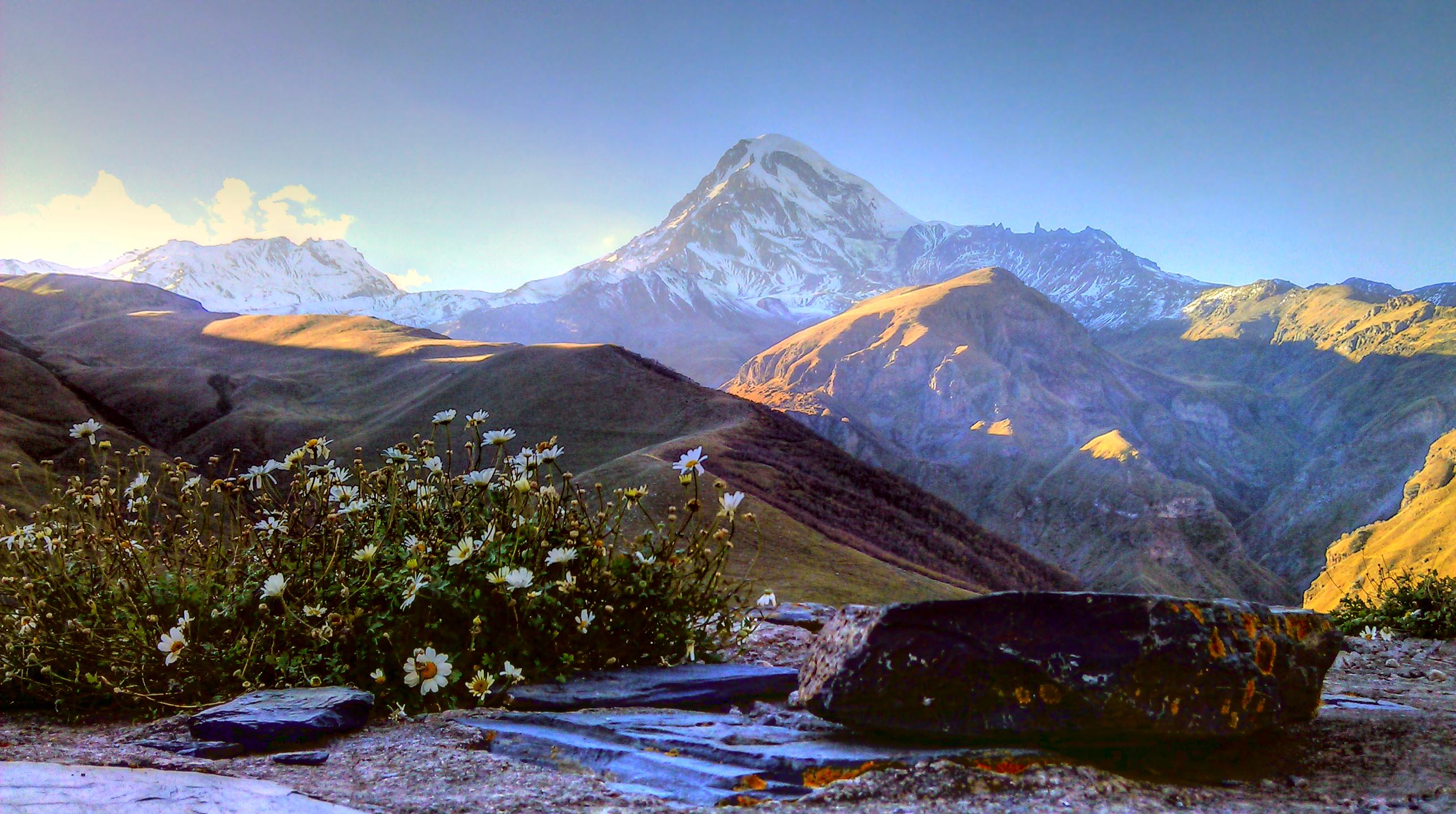
Kazbek, jeden z najwyższych szczytów Kaukazu na granicy Gruzji z Rosją

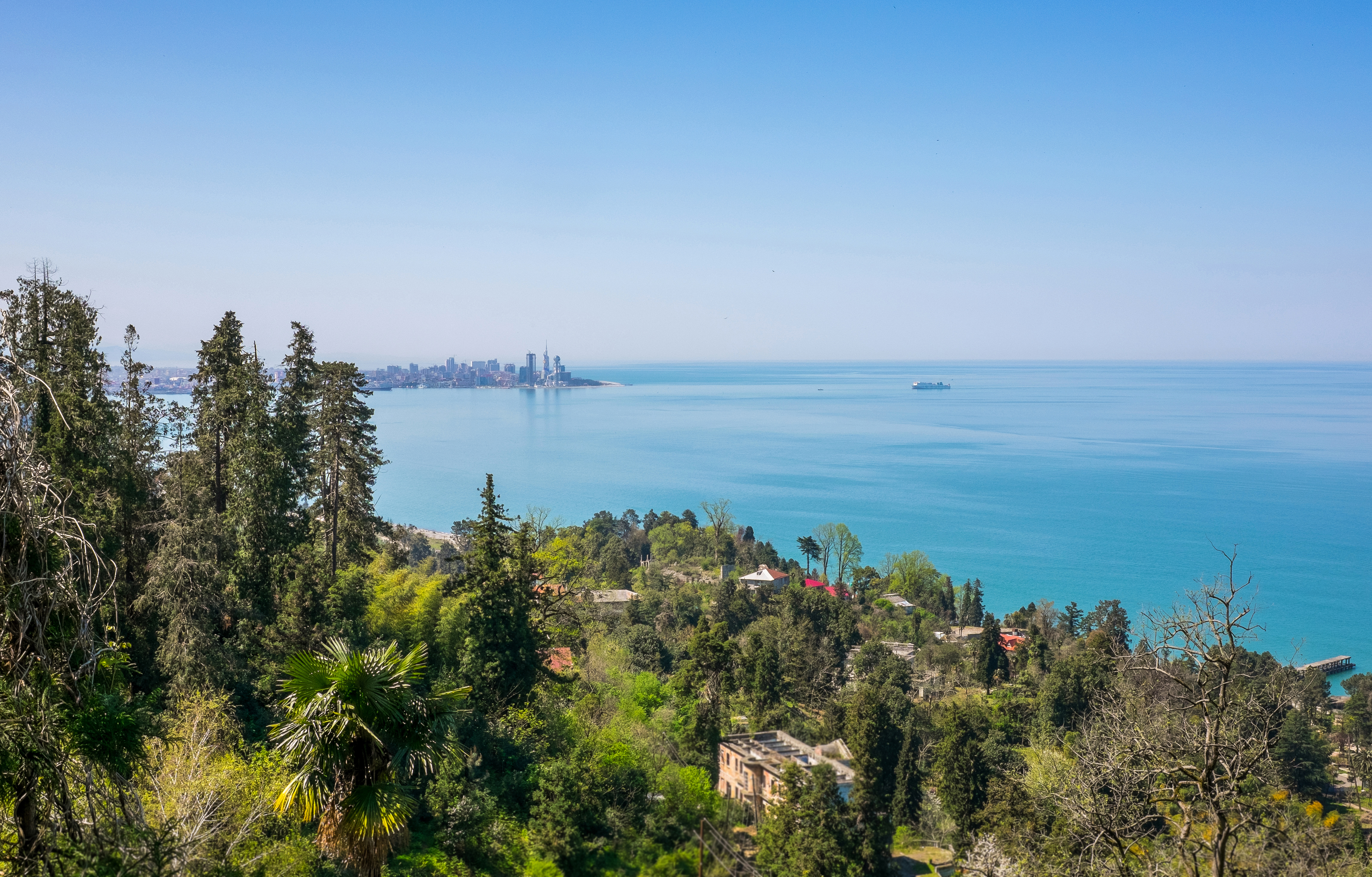
Batumi z Ogrodem Botanicznym w południowo-zachodniej Gruzji, na wybrzeżu Morza Czarnego

Teren w większej części górzysty. Północna granica państwa przebiega wzdłuż Pasma Głównego (Wododziałowego) Wielkiego Kaukazu – najwyższy szczyt to Szchara (wierzchołek wschodni) – 5193 m n.p.m. Z kolei najbardziej znanym szczytem Gruzji jest Kazbek (5033,8 m n.p.m.), leżący w pobliżu Gruzińskiej Drogi Wojennej. Od Pasma Głównego odchodzą na południe (wymienione w kolejności od zachodu na wschód): Góry Gagrińskie, Góry Bzypijskie, Góry Abchaskie, Góry Kodorskie, Góry Swaneckie, Góry Leczchumskie, Góry Raczyńskie, Góry Lichskie, Góry Kartlijskie, Góry Kacheckie, Góry Gomborskie. Góry Lichskie dzielą państwo na dwie części: wschodnią i zachodnią. Na południu znajdują się pasma Małego Kaukazu: Góry Adżarsko-Imeretyńskie (do 2850 m n.p.m. – Mepisckaro), Góry Szawszeckie (na granicy z Turcją), Góry Samsarskie (Didi Abuli 3300 m n.p.m.) i Góry Dżawacheckie. Między Wielkim Kaukazem a Małym Kaukazem rozciągają się obniżenia, z Niziną Kolchidzką na czele. Zachodnią granicę stanowi wschodni brzeg Morza Czarnego; linia brzegowa słabo rozwinięta, brzegi na północy i południu urwiste, w środkowej części niskie. W zależności od przyjętej wersji (granica Europa-Azja) całe terytorium Gruzji znajduje się w Europie, lub w Europie i w Azji.
Na terytorium Gruzji panuje klimat podzwrotnikowy, wilgotny w zachodnich regionach i kontynentalny na wschód od Gór Suramskich. Ze względu na górzystość kraju klimat odznacza się silną piętrowością. Najwięcej opadów notuje się na stokach gór Mescheckich, w pobliżu Batumi (nawet 4000 mm rocznie), zaś wyjątkowo suche są południowo-wschodnie krańce Gruzji (ok. 200 mm rocznie). Wyraźną granicą klimatyczną w Gruzji są Góry Suramskie. Południkowy przebieg tego pasma dzieli kraj na dwie niemal równe części: zachodnią o klimacie podzwrotnikowym morskim i wschodnią o klimacie podzwrotnikowym suchym.
Na zachodzie rosną figi, palmy, laury, oliwki i inne rośliny śródziemnomorskie, jak też kiwi; wpływ na uprawę tych roślin ma łagodzące warunki klimatyczne Morze Czarne. Cytrusy, granaty i tzw. hurmy (słodkie owoce pomarańczowe, rosnące na drzewach) rosną nawet na ulicach Tbilisi. W dalszej części kraju wzdłuż Kaukazu rosną rośliny typowo górskie, potocznie zwane alpejskimi. W całej Gruzji od tysiącleci rozpowszechniona jest uprawa winorośli. Wina gruzińskie, takie jak „Saperawi”, „Chwanczkara”, „Kindzmarauli”, „Cinandali” czy „Mukuzani”, znane są na całym świecie.

## Historia

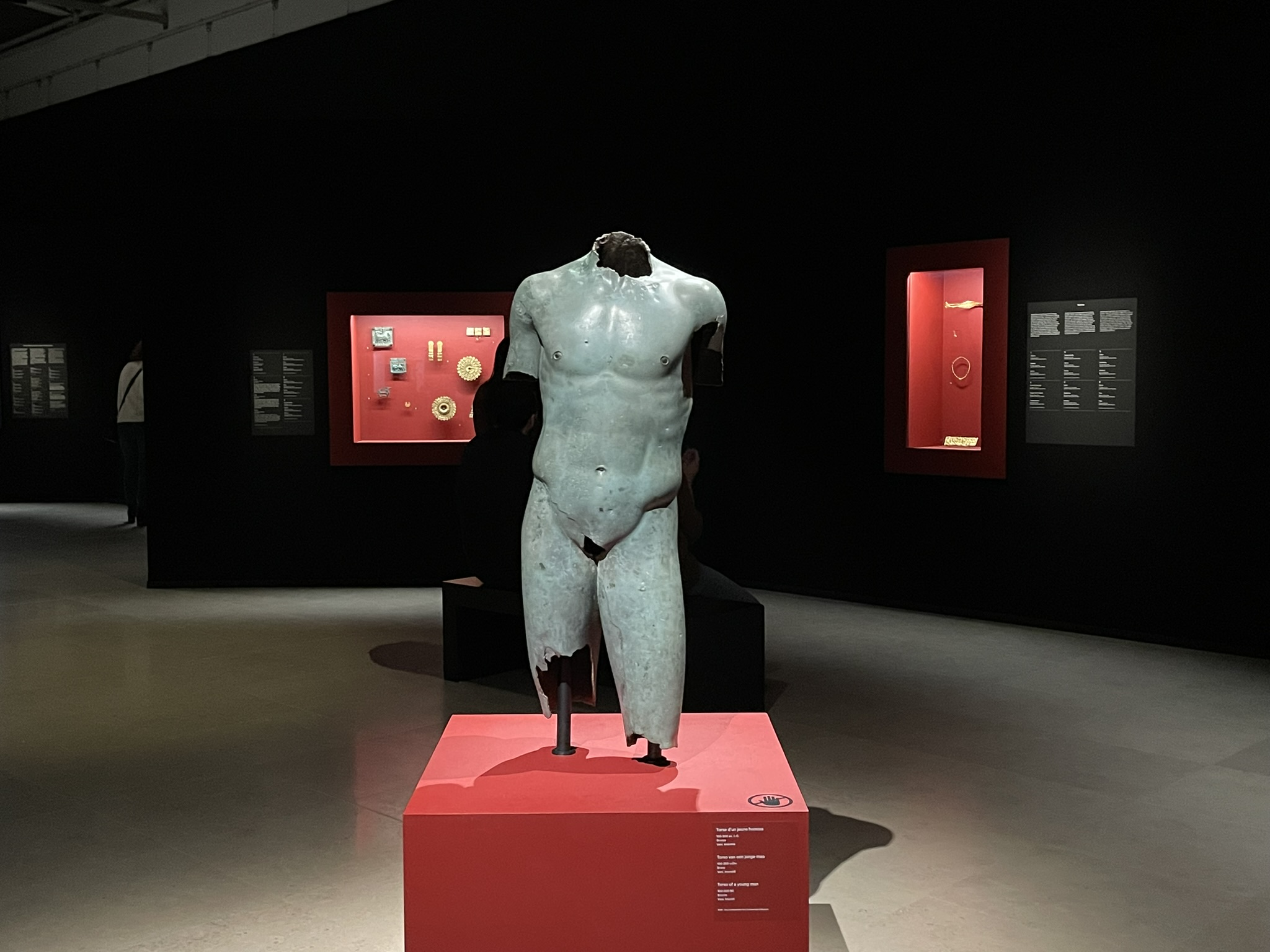
Brązowy posąg z zachodniej Gruzji, II wiek p.n.e., Gruzińskie Muzeum Narodowe

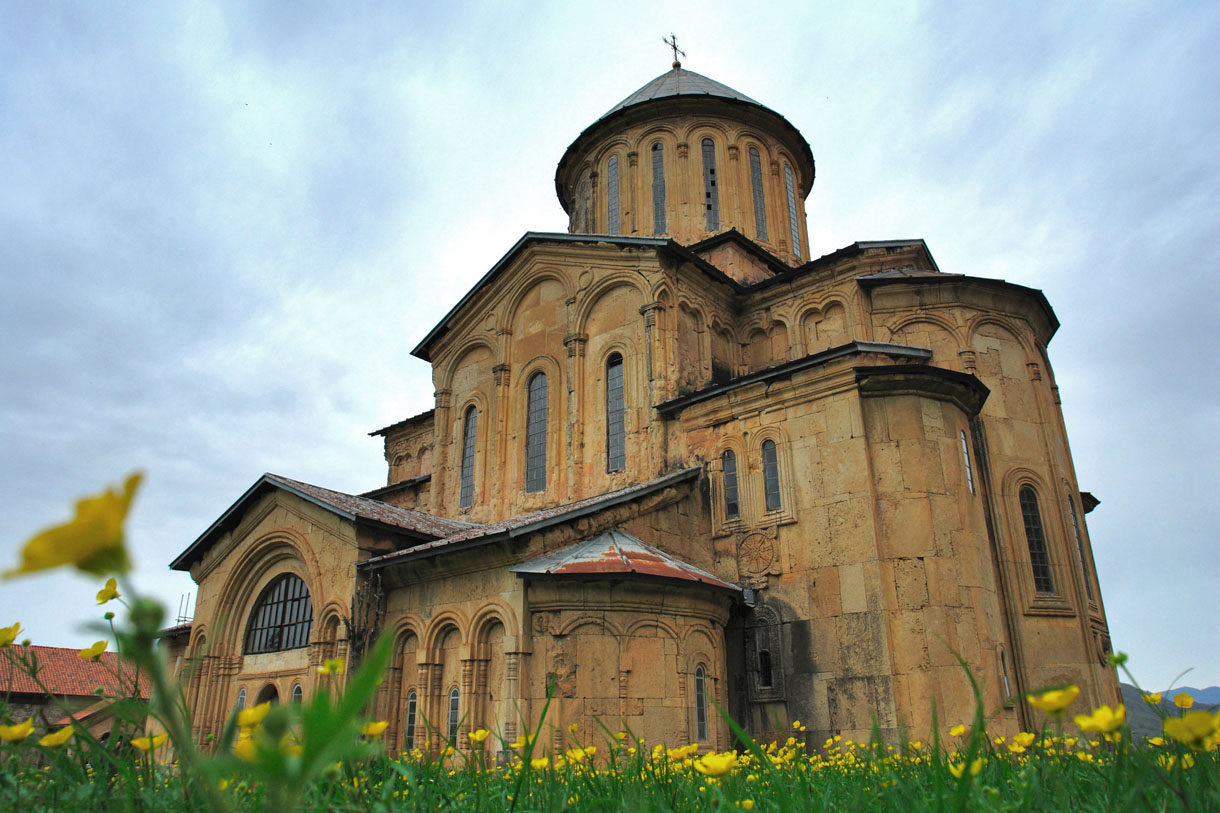
Monastyr Gelati, wpisany na Listę światowego dziedzictwa UNESCO

Historia terenów na których leży Gruzja sięga II tysiąclecia p.n.e. Historia wina od dawna splatała się z historią Gruzji – kraj jest powszechnie uznawany za kolebkę światowego winiarstwa ponieważ pierwsze ślady produkcji wina pochodzą z Gruzji, sprzed około 6000 lat p.n.e.
Obecne gruzińskie wybrzeże znane było starożytnym Grekom pod nazwą Kolchida, zaś wschodnie górzyste obszary – Iberia. Po wielu wiekach historii, w 66 p.n.e. obszar ten został podbity przez Pompejusza i włączony do Imperium Rzymskiego. W 337 nawrócony przez świętą Nino król Mirian III przyjął chrześcijaństwo jako religię państwową (w ten sposób Gruzja stała się drugim na świecie, po Armenii, państwem chrześcijańskim). Wydarzenie to opisano w jednym z najstarszych zabytków literatury gruzińskiej Mokcewaj Kartlisaj (Nawrócenie Kartlii).
Przez kolejny tysiąc lat Gruzja była w stanie zachować niezależność pomimo najazdów ze strony Mongołów, Persów i Turków i osiągnęła szczyt potęgi pomiędzy XI i XIII wiekiem, za panowania króla Dawida Budowniczego (1089–1125) i królowej Tamary (1184–1213).
XI i XII wiek to okres największej politycznej potęgi i rozkwitu ekonomicznego oraz kulturalnego feudalnej Gruzji. Król Dawid IV, który objął tron w 1089 r. w wieku lat 16, po śmierci ojca – Jerzego II, natychmiast po objęciu władzy rozpoczął organizowanie armii zdolnej odeprzeć regularne ataki Seldżuków. Pierwsza Krucjata (1096–1099), poprzez odciągnięcie głównych sił Turków i osłabienie ich wojsk, w połączeniu z tworzoną od kilku lat silną armią gruzińską umożliwiła Dawidowi osiągnięcie swego celu – od 1097 r. zaprzestał on płacenia Turkom daniny, a wkrótce potem mógł rozpocząć wojny mające na celu odzyskanie utraconych niegdyś przez Gruzję ziem.
Pomiędzy 1259 a 1330 rokiem Gruzja zmuszona była prowadzić ciągłą walkę o niezależność z mongolskimi władcami z dynastii Ilchanidów. Pierwsze powstanie przeciw Mongołom, któremu przewodził król Dawid VI, rozpoczęło się w 1259 i trwało blisko 30 lat. Następnie walkę kontynuowali Dymitr II (1270–1289) i Dawid VIII (1293–1311), jednak dopiero Jerzy Wspaniały (1314–1346), dzięki wewnętrznemu osłabieniu mongolskiego imperium ostatecznie zaprzestał płacenia daniny i wyzwolił kraj spod obcego jarzma. Władca ten doprowadził też do przywrócenia Gruzji granic z 1220 r. oraz ponownie przywrócił wasalne stosunki z Cesarstwem Trapezunckim. Pod rządami Jerzego V władza królewska umocniła się, a kraj odzyskał polityczne i gospodarcze znaczenie.
W XV wieku, państwo gruzińskie stało się izolowanym krajem chrześcijańskim, otoczonym ze wszystkich stron przez muzułmańskich sąsiadów. Ten i inne czynniki spowodowały upadek gospodarczy i polityczny kraju, którego wynikiem był podział państwa na niezależne państewka.

### Pod panowaniem rosyjskim

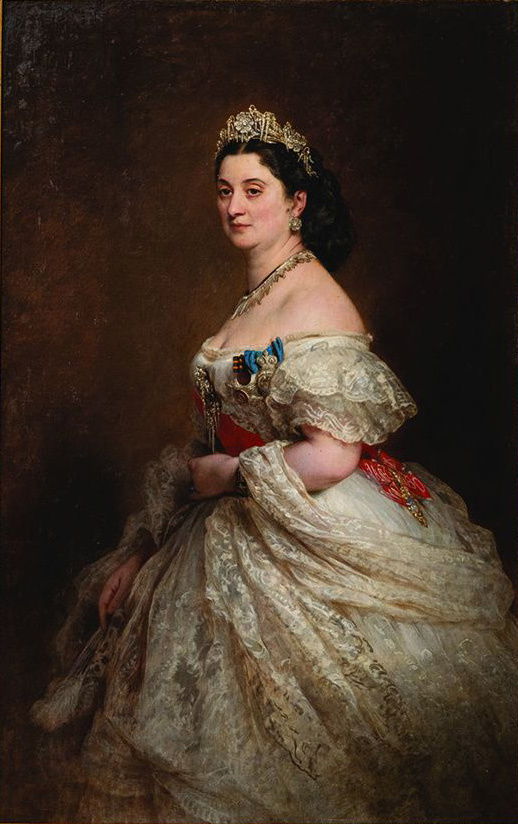
Ekaterine Chavchavadze, gruzińska księżniczka Megrelii – od 1801 będącej protektoratem Imperium Rosyjskiego.

W połowie XVIII wieku Gruzja wyzwoliła się spod władzy muzułmanów, była jednak zmuszona przyjąć w 1783, na mocy traktatu gieorgijewskiego, protektorat Imperium Rosyjskiego. Rosjanie nie udzielili Gruzji wsparcia militarnego w walce z Persami w 1795, zamiast tego w latach 1801–1810 włączyli terytorium Królestwa Kartlii i Kachetii (Gruzji wschodniej), a następnie także zachodniogruzińskie Królestwo Imeretii, Księstwo Megrelii, Guria i Swanetia, do Imperium.
Do 1864 na ziemiach gruzińskich nie prowadzona była szeroko zakrojona rusyfikacja. Gruzińska szlachta została zrównana w prawach ze szlachtą rosyjską i miała otwarte możliwości awansu społecznego. W czasie wojen z Turcją rozgrywających się na Kaukazie Gruzini opowiadali się każdorazowo po stronie rosyjskiej i ochotniczo walczyli w armii. Okres przynależności Gruzji do Rosji był także okresem rozwoju kulturalnego i gospodarczego (powstanie przemysłu w II poł. XIX w.).
Zmiana polityki wobec Gruzji nastąpiła po tym, gdy wojska rosyjskie ostatecznie stłumiły powstania wyzwoleńcze muzułmańskich ludów północnego Kaukazu. Gruzja zaczęła być wówczas traktowana jak obszar podbity, podlegający pełnej rusyfikacji. Do szczególnie ostrego wybuchu konfliktu narodowościowego gruzińsko-rosyjskiego, na który nałożyły się konflikty społeczne wynikające z trudnej sytuacji robotników przemysłowych i chłopów, doszło w czasie rewolucji 1905 roku.

### Po upadku Imperium Rosyjskiego

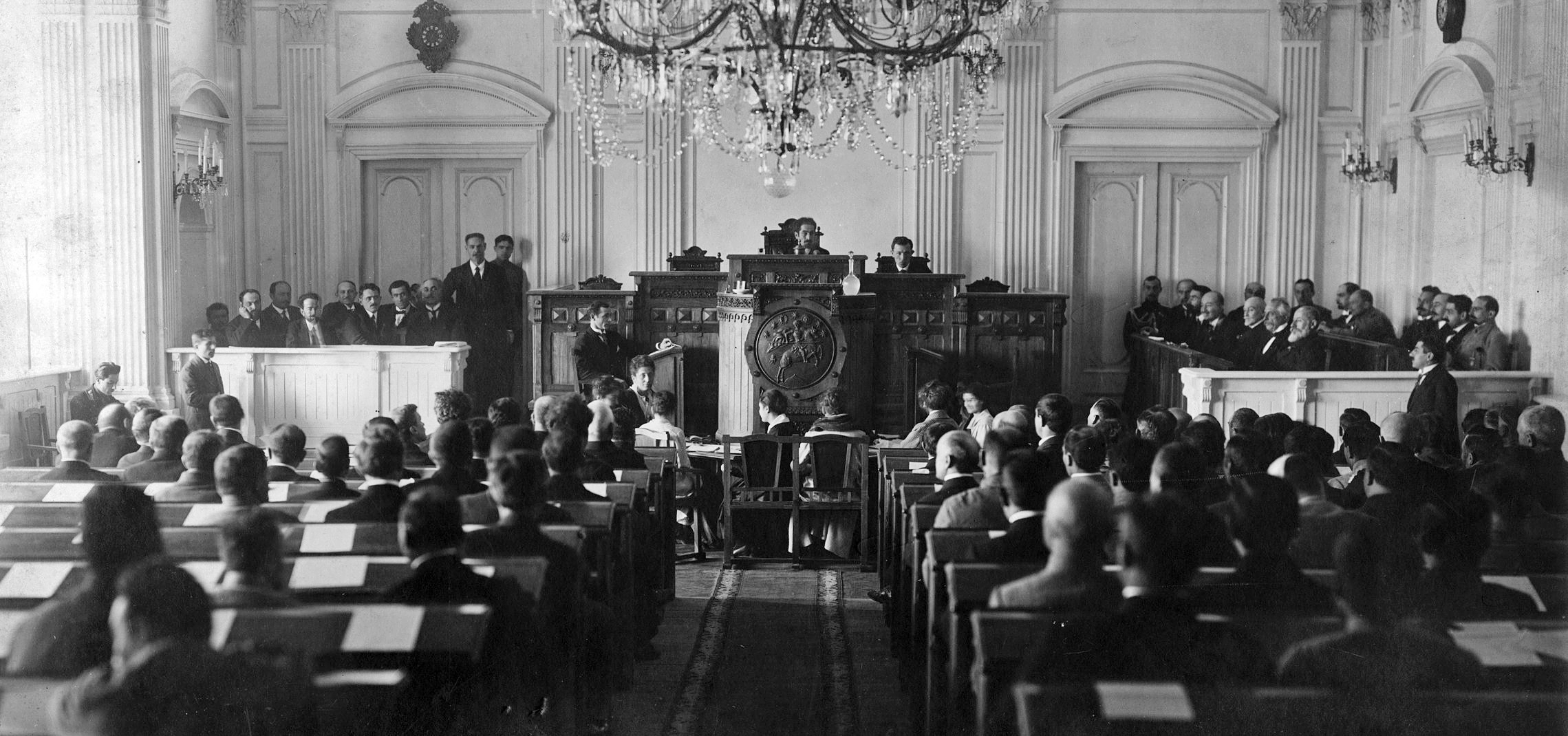
Pierwsze posiedzenie parlamentu niepodległej Gruzji w maju 1918

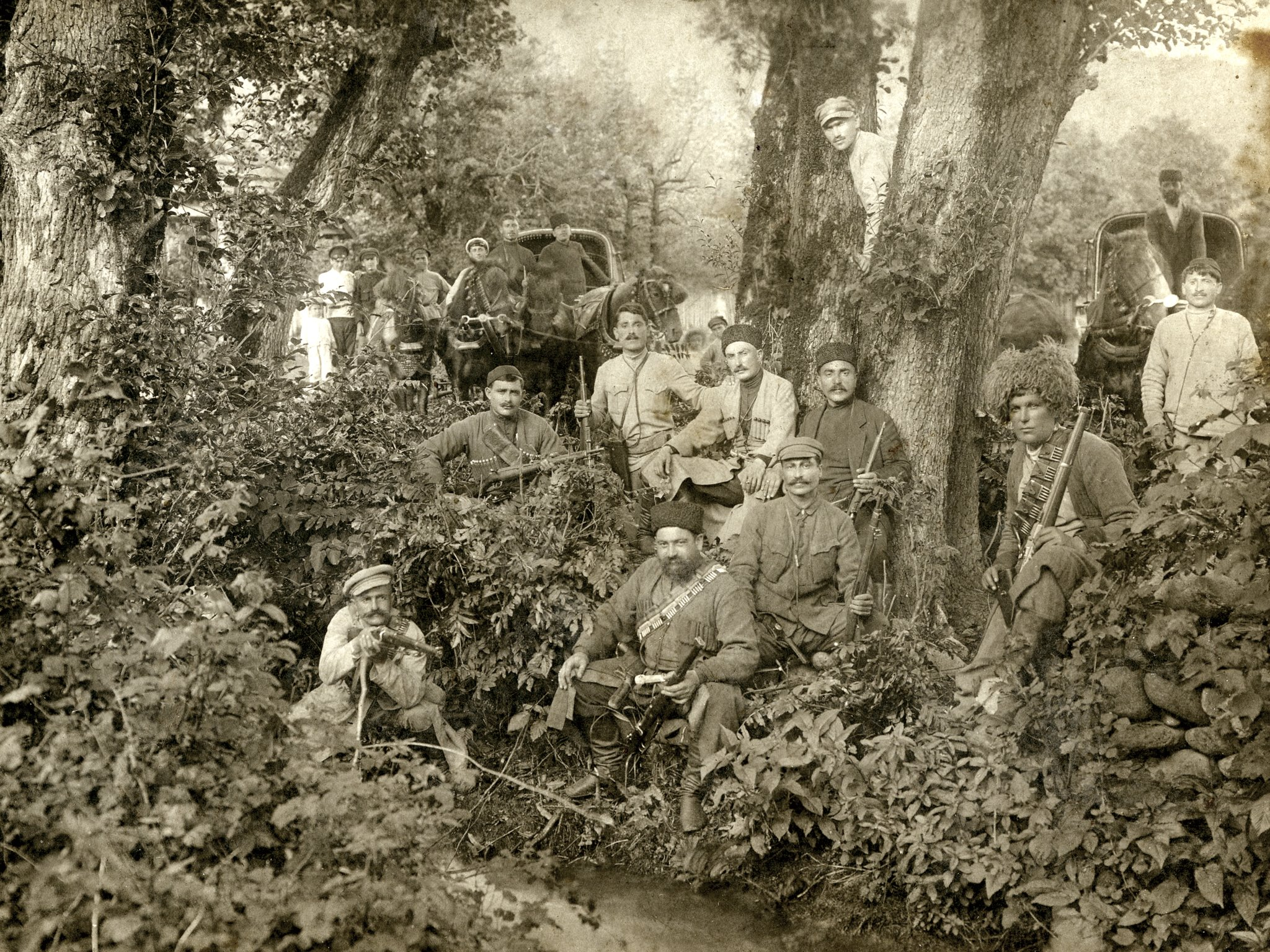
Oddział partyzancki Kakucy Czolokaszwilego, walczący z agresją radziecką

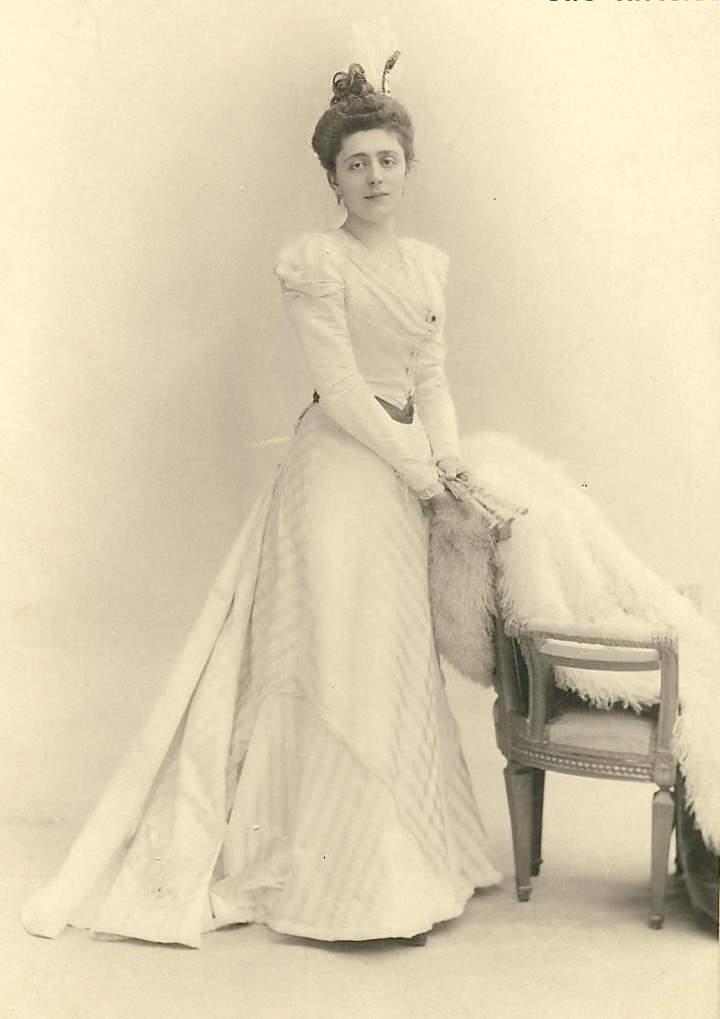
Elżbieta Orbeliani, pierwsza w historii Gruzji kobieta zatrudniona jako profesor, 1918

Po przewrocie bolszewickim (rewolucji październikowej) w 1917 Gruzini, podobnie jak inne narody byłego Imperium Rosyjskiego, ogłosili niepodległość, tworząc 26 maja 1918 Demokratyczną Republikę Gruzji, rządzoną przez gruzińskich socjaldemokratów (mienszewików). Uznana przez Rosję Sowiecką 7 maja 1920 Demokratyczna Republika Gruzji została w marcu 1921 najechana przez Armię Czerwoną. Po klęsce militarnej rząd gruziński ewakuował się do Stambułu. Tam w imieniu Józefa Piłsudskiego attaché wojskowy polskiej ambasady, płk Balicki zaoferował posadę żołnierzy kontraktowych gruzińskim oficerom. Z oferty tej skorzystało ok. 100 oficerów narodowości gruzińskiej, którzy służyli w Wojsku Polskim jako gruzińscy oficerowie kontraktowi.
Bolszewicy utworzyli w Gruzji – Gruzińską Socjalistyczną Republikę Radziecką, która 12 marca 1922 weszła w skład Zakaukaskiej Republiki Radzieckiej, a wraz z nią w skład Związku Socjalistycznych Republik Radzieckich. Zakaukaska FSRR istniała do 5 grudnia 1936. W latach 1921–1924 gruzińscy partyzanci stawiali opór krwawo stłumiony przez Armię Czerwoną (powstanie sierpniowe w 1924). W 1931 roku dekretem Józefa Stalina Abchazja została pozbawiona statusu republiki ZSRR i wcielona do Gruzińskiej SRR jako republika autonomiczna. Po chruszczowowskiej odwilży, na terenie Gruzińskiej SRR rozwinął się czarny rynek, czyniąc gruzińską gospodarkę jedną z najwydajniejszych na terenie ZSRR, lecz zarazem powodując ogromną korupcję.

### Po rozpadzie ZSRR
W latach 80., na skutek gorbaczowowskiej pieriestrojki, powtórnie ujawniły się gruzińskie aspiracje niepodległościowe. 31 marca 1991 98,91% Gruzinów opowiedziało się w referendum za niepodległością, która została ogłoszona 9 kwietnia. 26 maja prezydentem Gruzji wybrany został Zwiad Gamsachurdia, który został później obalony 22 grudnia przez pucz, przygotowany i przeprowadzony przez paramilitarną organizację Mchedrioni (Jeźdźcy), oskarżoną później przez zwolenników Gamsachurdii o związki z rosyjskimi służbami specjalnymi. W marcu 1992 kolejnym prezydentem Gruzji został były radziecki minister spraw zagranicznych Eduard Szewardnadze. Gruzję ogarnęła wojna domowa, która przy wsparciu oddziałów wojsk państw sąsiednich – Azerbejdżanu, Armenii i Rosji – zakończyła się zwycięstwem Szewardnadzego. Ten ostatni podpisał kontrowersyjną umowę, w której zobowiązywał się przystąpić do Wspólnoty Niepodległych Państw w zamian za pomoc militarną i polityczną. 2 listopada 2003 w wyborach parlamentarnych zwyciężyła koalicja reformatorów przewodzona przez Nino Burdżanadze, Micheila Saakaszwilego i Zuraba Żwanię, jednak rząd sterowany przez Szewardnadzego sfałszował ich wynik, co doprowadziło do masowych protestów, nazwanych przez dziennikarzy rewolucją róż i zmusiło go do ustąpienia 23 listopada. 4 stycznia 2004 na prezydenta wybrany został Micheil Saakaszwili otrzymując 96% głosów.

### Historia najnowsza
Rząd usiłował wyplenić korupcję i prowadził reformy gospodarcze przy wsparciu MFW i Banku Światowego. Rząd zdołał przywrócić kontrolę nad zbuntowaną prowincją Adżarii, jednak Abchazja i Południowa Osetia nadal znajdowały się de facto pod kontrolą Rosji i separatystów, stanowiąc państwa nieuznawane, a 230 tysięcy uchodźców nie mogło powrócić do swoich domów.

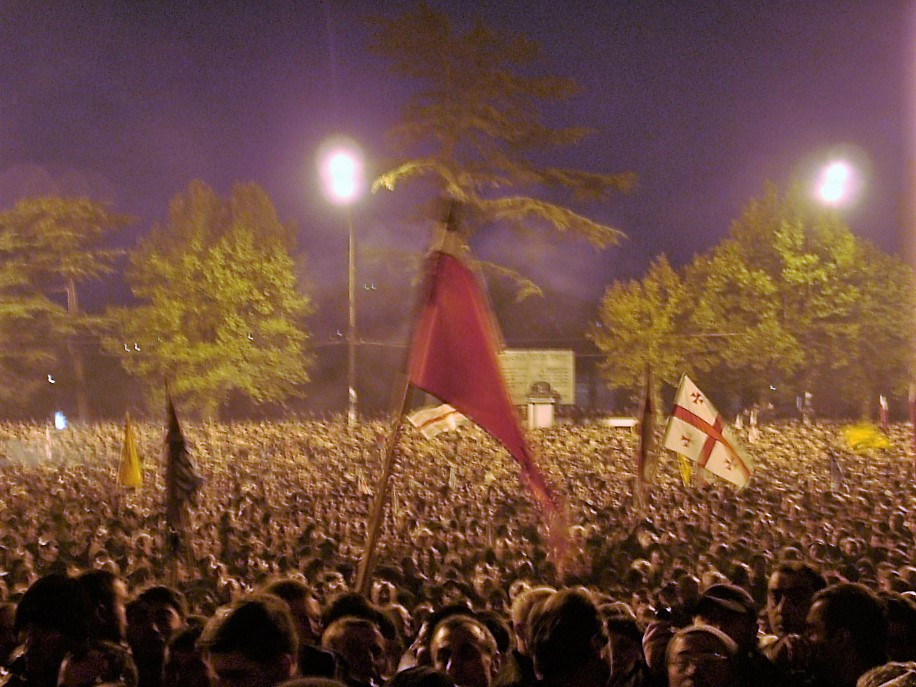
Rewolucja róż, Manifestacje w Tbilisi

W październiku 2007, były minister obrony, Irakli Okruaszwili, oskarżył prezydenta Micheila Saakaszwili o korupcję i niekompetencję, planowanie zabójstwa Badri Patarkaciszwilego, bogatego biznesmena, a także ukrywanie prawdziwego powodu śmierci Zuraba Żwanii. Zarzuty te doprowadziły do jego aresztowania, lecz po wpłaceniu 6 milionów dolarów amerykańskich, został zwolniony i wyjechał do Niemiec, gdzie uzyskał azyl polityczny. Po aresztowaniu Okruaszwili wycofał zarzuty wobec prezydenta, lecz wznowił je po zwolnieniu i emigracji. Na początku listopada 2007 roku opozycja rozpoczęła protesty przeciwko rządom prezydenta Saakaszwilego, oskarżając go o wprowadzenie rządów autorytarnych i domagając się jego ustąpienia i rozpisania nowych wyborów. 7 listopada 2007 roku prezydent wprowadził stan wyjątkowy na terenie całej Gruzji na okres 15 dni, a następnego dnia rozpisał przedterminowe wybory prezydenckie na 5 stycznia 2008 roku. W wystąpieniu telewizyjnym uzasadnił jego wprowadzenie tym, że „istnieje niebezpieczeństwo niepokojów”. Saakaszwili oskarżył też Rosję o podsycanie niepokojów, zapowiadając jednocześnie wyrzucenie kilku rosyjskich dyplomatów. 13 listopada 2007 Rosja poinformowała, iż formalnie zakończyła swoją obecność wojskową w Gruzji, zamykając ostatnią bazę wojskową w tym kraju (dotyczy to baz założonych w latach 90. XX w. po obaleniu prezydenta Zwiada Gamsachurdii). Nie zakończyło to jednak ponad 200-letniej obecności wojskowej Rosji na terytorium Gruzji. W dalszym ciągu wojska rosyjskie kontrolują państwo nieuznawane w Abchazji i Osetii Południowej stacjonując tam na mocy podpisanych z Abchazją i Południową Osetią 17 września 2008 roku układów o przyjaźni, współpracy i pomocy wzajemnej. W 2008 roku Gruzja wraz z Ukrainą rozpoczęła stanowcze działania mające na celu dołączenie do NATO. Zwolennikami rozszerzenia paktu o te państwa są między innymi USA i Polska. Przeciwna jest zaś Rosja (argumentuje to zwiększeniem zagrożenia dla swoich granic), sceptyczne pozostają państwa „Starej Europy”, takie jak Francja i Niemcy. Na szczycie NATO w Bukareszcie 3 kwietnia 2008 roku, Gruzja otrzymała zapewnienie, że na pewno w przyszłości przystąpi do paktu po spełnieniu wymaganych warunków.

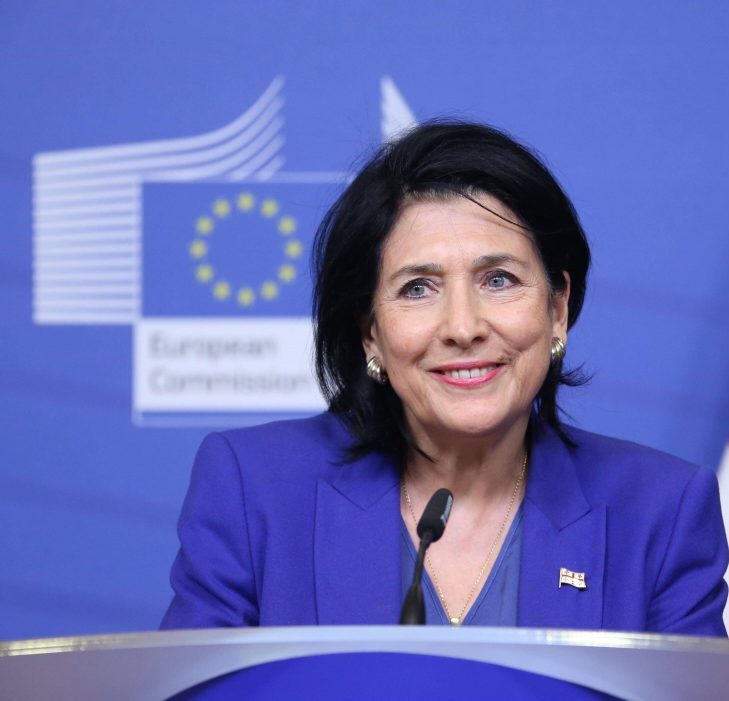
Salome Zurabiszwili – pierwsza kobieta prezydent Gruzji.

7 sierpnia 2008, siły zbrojne Gruzji skoncentrowały się wokół Osetii Południowej, często zaczynając ostrzał wsi osetyjskich i miasta Cchinwali w ramach operacji pod kryptonimem „Czyste Pole”. W odpowiedzi siły osetyjskie ostrzelały pozycje gruzińskie. Późnym wieczorem władze Gruzji powiadomiły, że rozpoczynają operację w celu „przywrócenia konstytucyjnego porządku” w Osetii Południowej. 8 sierpnia nad ranem premier Gruzji Lado Gurgenidze zapowiedział, że Gruzja będzie kontynuować operację wojskową w separatystycznej Osetii Południowej aż do ustanowienia „trwałego pokoju”. Wojska rosyjskie wkroczyły na tereny autonomii Osetii, biorąc pod swoją kontrolę tereny Osetii Południowej oraz Abchazji, gdzie dotychczas znajdowały się siły gruzińskie. W szeregu miejsc wojska rosyjskie przekroczyły na pewien czas granice autonomii Osetii oraz Abchazji (m.in. zdobywając miasta Gori, Poti, Zugdidi i Senaki). Rosja również oficjalnie uznała niepodległość Abchazji i Osetii Południowej.
Sekretarz Rady Bezpieczeństwa Gruzji Kacha Lomaja oświadczył, że Gruzja złożyła do Międzynarodowego Trybunału Sprawiedliwości wniosek o rozstrzygnięcie sporu z Federacją Rosyjską, polegającym na stosowaniu czystek etnicznych przez siły zbrojne Rosji na terytorium Osetii Południowej i innych terenach okupowanych, a należących do Gruzji i żądaniu przez Gruzję ich natychmiastowego zaprzestania. Jednocześnie Prokurator Międzynarodowego Trybunału Karnego Luis Moreno-Ocampo oświadczył, że do Trybunału wpłynęły zawiadomienia o popełnianiu zbrodni podlegających jurysdykcji Trybunału oraz że nie wyklucza on wszczęcia postępowania. Gruzja zamierza też złożyć zawiadomienie do MTK o ludobójstwie w Abchazji w 1992. Federacja Rosyjska nie jest państwem-stroną statutu rzymskiego, jest nią jednak Gruzja, jurysdykcji Trybunału podlegają więc zbrodnie popełnione na terenie Gruzji.
Według sponsorowanego przez Unię Europejską raportu niezależnej międzynarodowej komisji powołanej do zbadania konfliktu Gruzja „rozpoczęła nieuzasadnioną wojnę”. Raport, opublikowany 30 września 2009 stwierdza m.in., że „Ostrzał artyleryjski Cchinwali (stolicy Osetii Południowej) przez gruzińskie siły wojskowe nocą z 7 na 8 sierpnia 2008 stał się początkiem zbrojnego konfliktu na dużą skalę”. Potem dodaje: „Powstaje pytanie, czy owo użycie siły (...) było uzasadnione w rozumieniu prawa międzynarodowego. Otóż nie było”.

## Ustrój polityczny
Obowiązująca konstytucja została przyjęta przez parlament 13 października 2017 roku. Wzmocniła ona pozycję parlamentu oraz zmieniła sposób wyboru prezydenta.
Głową państwa jest prezydent, wybierany przez kolegium elektorskie złożone z parlamentarzystów i przedstawicieli samorządów (przed zmianą konstytucji odbywały się wybory powszechne), o ograniczonych kompetencjach.
Władzę ustawodawczą sprawuje jednoizbowy Parlament Gruzji.

### Stan demokracji
Od 2012 roku przy władzy pozostaje partia Gruzińskie Marzenie, zarządzana przez miliardera Bidzinę Iwaniszwiliego. Mimo proeuropejskiej narracji partia była krytykowana za działania uznawane przez część ekspertów i organizacji międzynarodowych za ograniczające demokratyczne standardy. W 2023 i 2024 roku masowe protesty wywołało uchwalenie ustawy o zagranicznych agentach, wzorowanej na prawie Rosyjskim, która w opinii ekspertów miała na celu zmarginalizowanie organizacji pozarządowych.

#### Po wyborach w 2024 roku
Wybory parlamentarne w 2024 roku przebiegły w niespokojnej atmosferze, a opozycja podnosiła zarzuty o licznych manipulacjach i nieprawidłowościach przy procesie wyborczym. Wywołało to masowe protesty społeczne, do których dołączyła również ustępująca prezydent Salome Zurabiszwili.
Mimo wcześniejszych obietnic rząd Gruzińskiego Marzenia po wyborach zawiesił negocjacje akcesyjne z Unią Europejską, co spotkało się z krytyką zarówno w kraju, jak i za granicą.

## Podział administracyjny

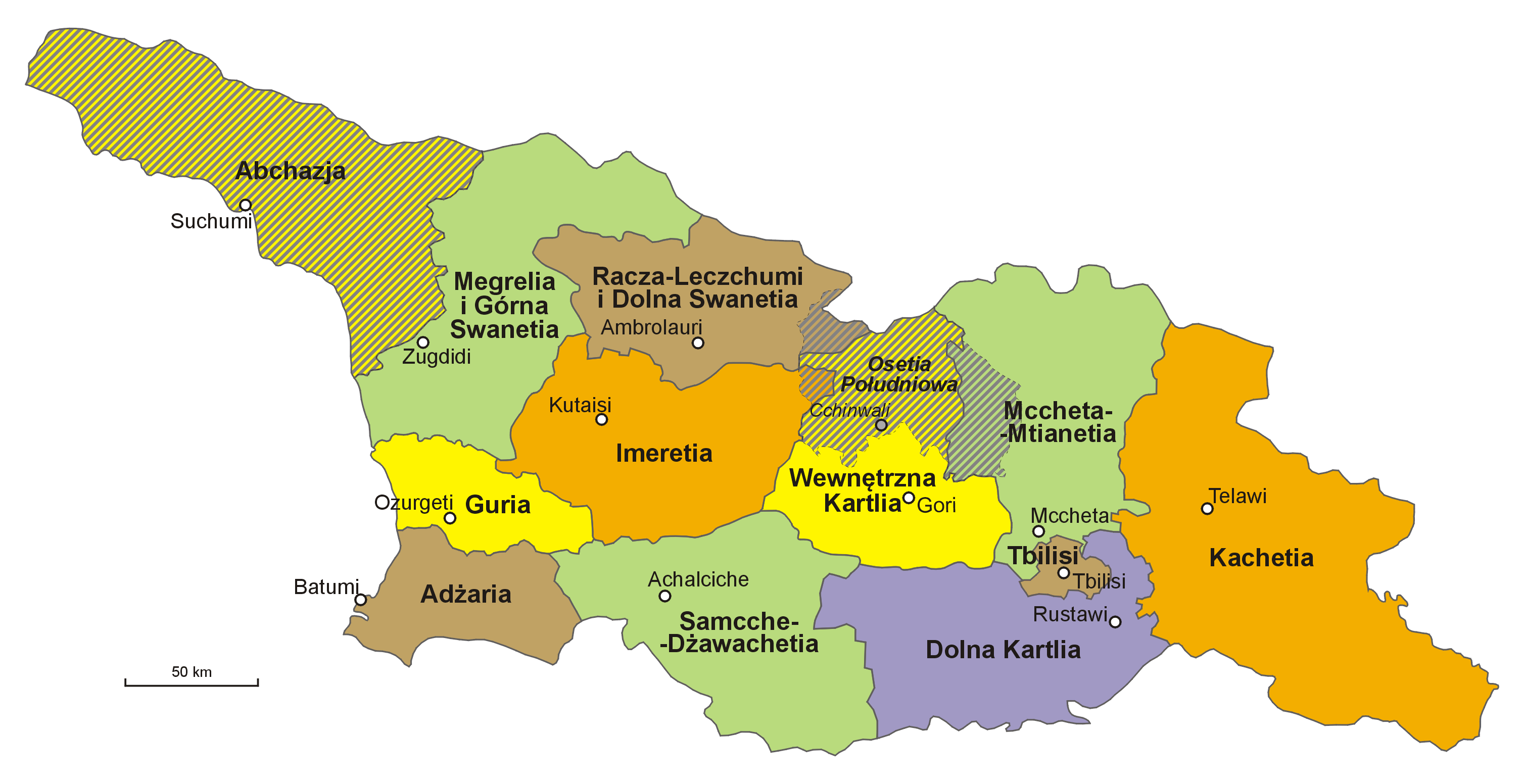
Podział administracyjny Gruzji

Gruzja dzieli się na: dwie republiki autonomiczne Abchazję i Adżarię, 9 regionów administracyjnych i miasto wydzielone Tbilisi. Obie republiki autonomiczne Gruzji, czyli Abchazja i Adżaria, zostały utworzone w latach 20. XX wieku, w czasach ZSRR. Zwierzchnikami regionów są przedstawiciele rządu Gruzji, potocznie nazywani gubernatorami, których mianuje i odwołuje prezydent. Te regiony to:
| - Dolna Kartlia - Guria - Imeretia | - Kachetia - Wewnętrzna Kartlia - Mccheta-Mtianetia | - Megrelia-Górna Swanetia - Racza-Leczchumi i Dolna Swanetia - Samcche-Dżawachetia |

Regiony dzielą się na 67 municypiów (gruz. მუნიციპალიტეტი municipaliteti) i 5 miast wydzielonych.
Faktycznie republika autonomiczna Abchazja i były obwód autonomiczny Osetia Południowa nie znajdują się pod kontrolą władz gruzińskich (stacjonują w nich wojska rosyjskie) i stanowią państwa częściowo uznane na arenie międzynarodowej (tj. przez 5 krajów świata).

## Ludność
Wśród około 3,7 miliona mieszkańców jest: 87% Gruzinów, 6% Azerów, 4,5% Ormian, 2% Abchazów, 0,4% Osetyjczyków, 0,7% Rosjan, poza tym Grecy, Ukraińcy, Kurdowie. Ormianie stanowią większość w ościennym z Armenią i Turcją regionie Samcche-Dżawachetia, Azerowie są większością w regionie Dolna Kartlia (ościennym z Azerbejdżanem). Swanetię (na północnym zachodzie kraju przy granicach autonomii abchaskiej oraz Rosji) zamieszkują posługujący się własnym językiem Swanowie, Megrelię (zachód Gruzji) zamieszkuje posługująca się własnym językiem megrelskim narodowość Megrelowie. Republikę autonomiczną Adżaria (przy granicy z Turcją) zamieszkują Adżarowie (po nieudanym puczu separatystycznym w 2004 r. faktycznie zniesiono autonomię tego terytorium). Tereny autonomiczne Abchazja (zamieszkała obecnie głównie przez Abchazów oraz Ormian) i Osetia Południowa (zamieszkała obecnie głównie przez Osetyjczyków) są poza kontrolą Gruzji.

### Religia
82% deklaruje przynależność do Gruzińskiego Kościoła Prawosławnego, 4% do Ormiańskiego Kościoła Apostolskiego, 2% do Rosyjskiej Cerkwi Prawosławnej, około 9% wyznaje islam (głównie w Abchazji, Adżarii oraz Dolnej Kartlii).
Struktura religijna kraju w 2010 roku według Pew Research Center:
- chrześcijaństwo – 88,5%[33] lub 89,3%[34]:
  - prawosławie – 87,8%[34]
  - katolicyzm – 0,8%[34]
  - protestantyzm – 0,4%[34]
- islam – 10,7%[33]
- brak religii – 0,9%[33]
- inne religie – 0,1%[33]

### Największe miasta

Tbilisi

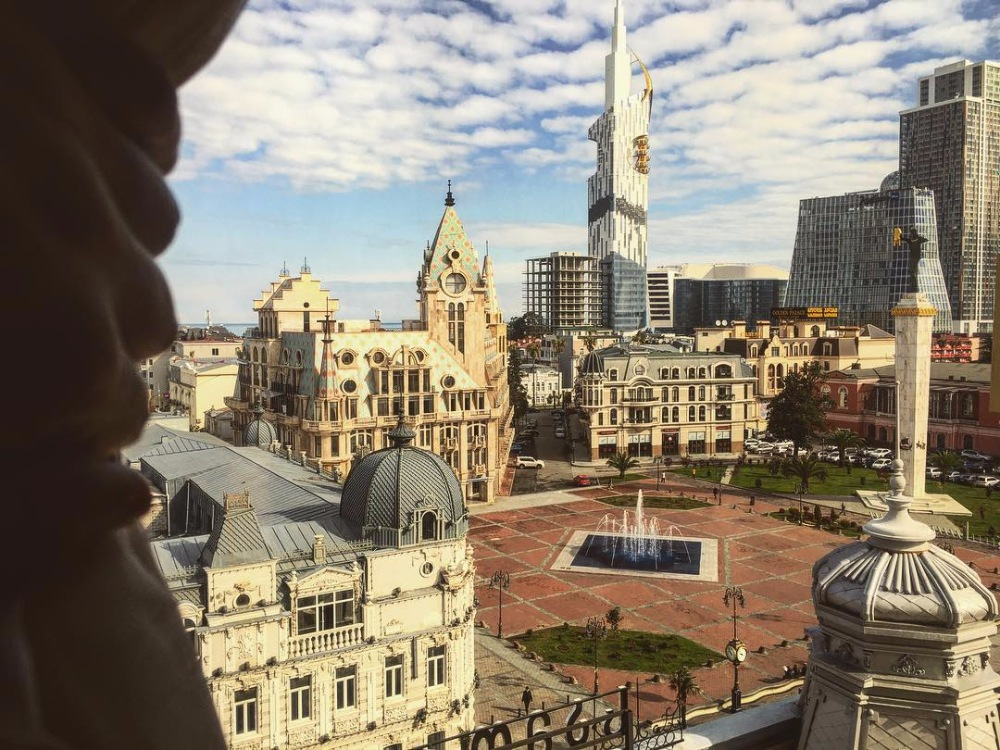
Batumi

| [ c ] | Miasto    | Region                  | Liczba mieszkańców (w 2014) |
| ----- | --------- | ----------------------- | --------------------------- |
| 1.    | Tbilisi   | miasto Tbilisi          | 1 108 717                   |
| 2.    | Batumi    | Adżaria                 | 152 839                     |
| 3.    | Kutaisi   | Imeretia                | 147 635                     |
| 4.    | Rustawi   | Dolna Kartlia           | 125 103                     |
| 5.    | Gori      | Wewnętrzna Kartlia      | 48 143                      |
| 6.    | Zugdidi   | Megrelia-Górna Swanetia | 42 998                      |
| 7.    | Poti      | Megrelia-Górna Swanetia | 41 465                      |
| 8.    | Chaszuri  | Wewnętrzna Kartlia      | 26 135                      |
| 9.    | Samtredia | Imeretia                | 25 318                      |
| 10.   | Senaki    | Megrelia-Górna Swanetia | 21 596                      |

## Siły zbrojne
Gruzja dysponuje trzema rodzajami sił zbrojnych: wojskami lądowymi, marynarką wojenną oraz siłami powietrznymi. Uzbrojenie sił lądowych Gruzji składało się w 2014 roku z: 124 czołgów, 780 opancerzonych pojazdów bojowych, 128 dział samobieżnych, 371 zestawów artylerii holowanej oraz 241 wieloprowadnicowych wyrzutni rakietowych. Marynarka wojenna Gruzji dysponowała w 2014 roku 4 okrętami obrony przybrzeża. Gruzińskie siły powietrzne z kolei posiadały w 2014 roku uzbrojenie w postaci m.in. 31 samolotów transportowych, 8 samolotów szkolno-bojowych, 38 śmigłowców oraz 9 śmigłowców szturmowych.
Wojska gruzińskie w 2014 roku liczyły 37 tys. żołnierzy zawodowych oraz 140 tys. rezerwistów. Według rankingu Global Firepower (2014) gruzińskie siły zbrojne stanowią 64. siłę militarną na świecie, z rocznym budżetem na cele obronne w wysokości 380 mln dolarów (USD).

## Gospodarka

Rozwój PKB per capita (PPP) w Gruzji w porównaniu z innymi państwami byłego ZSRR w latach 1994–2014 i prognoza na lata 2015–2020

Główna siedziba Banku Gruzji w Tbilisi, 2016

Mimo dużych zniszczeń, które gospodarka Gruzji doświadczyła w czasie wojny domowej w latach 90. XX w. kraj ten, dzięki pomocy Międzynarodowego Funduszu Walutowego i Banku Światowego od 2000 r. dokonał zasadniczego rozwoju gospodarczego osiągając spory wzrost produktu narodowego brutto (PKB) i zwalczył inflację. W okresie tym Gruzja przeszła poważną transformację ustrojową przechodząc z gospodarki planowej w stylu ZSRR do systemu wolnorynkowego, opartego na prywatnej własności.
Przyrost PKB, stymulowany rozwojem sektora przemysłu i usług, utrzymywał się w latach 2005–2007 na poziomie 9–12%. W 2006, Bank Światowy określił Gruzję najlepiej reformowanym krajem na świecie.
Mimo tego wyniki rozwoju gospodarczego były najgorsze ze wszystkich krajów Kaukazu. W czasach ZSRR stopień rozwoju gospodarki Gruzji (PKB na osobę według parytetu siły nabywczej) był najwyższy wśród republik Kaukazu, Gruzja (zgodnie z szacunkami Banku Światowego oraz Międzynarodowego Funduszu Walutowego) miała ten wskaźnik 2,1 razy wyższy od Armenii oraz 1,3 razy wyższy od roponośnego Azerbejdżanu. Potem nastąpił głęboki spadek gospodarczy w wyniku którego poziom PKB na osobę trzech krajów Kaukazu wyrównał się (w latach 1995–2003 w warunkach powolnego wzrostu gospodarczego wszystkie kraje regionu zachowywały parytet PKB na osobę). Od 2004 Gruzja (według szacunków Banku Światowego oraz Międzynarodowego Funduszu Walutowego) jest krajem o najniższym wskaźniku rozwoju gospodarczego w regionie: została wyprzedzona nie tylko przez Azerbejdżan (w 2011 wyprzedzał Gruzję prawie o 2 razy), a nawet przez Armenię, która osiągnęła wskaźnik wyższy od Gruzji mimo że w 1990 miała go ponad 2 razy mniejszy od Gruzji. Gruzja pozostaje jedynym krajem w regionie Kaukazu, który nie osiągnął poziomu rozwoju gospodarczego z czasów Związku Radzieckiego (w 2011 79% od 1990), w tym czasie Armenia w 2011 osiągnęła poziom 174% w stosunku do 1990, Azerbejdżan – 187%.
Banknoty Gruzji produkowane były, między innymi, przez Polską Wytwórnię Papierów Wartościowych.

## Turystyka

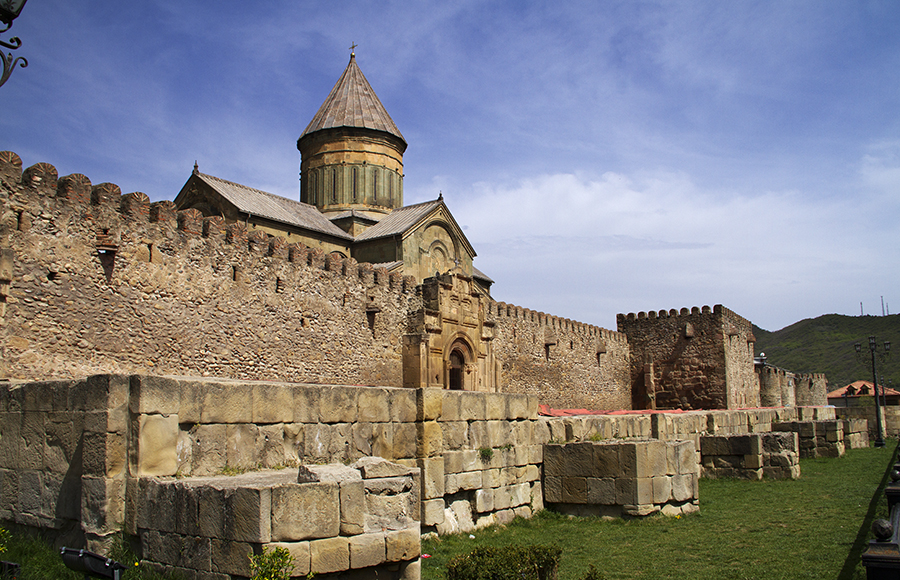
Historyczne zabytki Mcchety, wpisane na listę światowego dziedzictwa UNESCO

W 2015 roku kraj ten odwiedziło 2,279 mln turystów (2,2% więcej niż w roku poprzednim), generując dla niego przychody na poziomie 1,936 mld dolarów.

## Sztuka
Najdawniejsze zabytki sztuki narodów zamieszkujących obszar dzisiejszej Gruzji pochodzą z czasów przedhistorycznych. Odkryto zabytki kultury materialnej z czasów paleolitu i neolitu. Zabytki z epoki brązu świadczą już o wysokiej kulturze dawnych mieszkańców. W kurhanach znaleziono m.in. bogato zdobione srebrne naczynia. Styl zabytków wskazuje na wpływy kultury Urartu.

## Prasa
Wśród dzienników gruzińskich najwyższy nakład osiąga „Sakartwelos Republika” (360 tys.), organ Rady Najwyższej wydawany w Tbilisi w języku gruzińskim.
Wśród czasopism najwyższy nakład ma dwutygodnik „Mamuli” wydawany w języku gruzińskim w Tbilisi (65 tys.).
Oficjalną informacyjną agencją prasową jest Sakinform z siedzibą w Tbilisi.

## Kuchnia regionalna

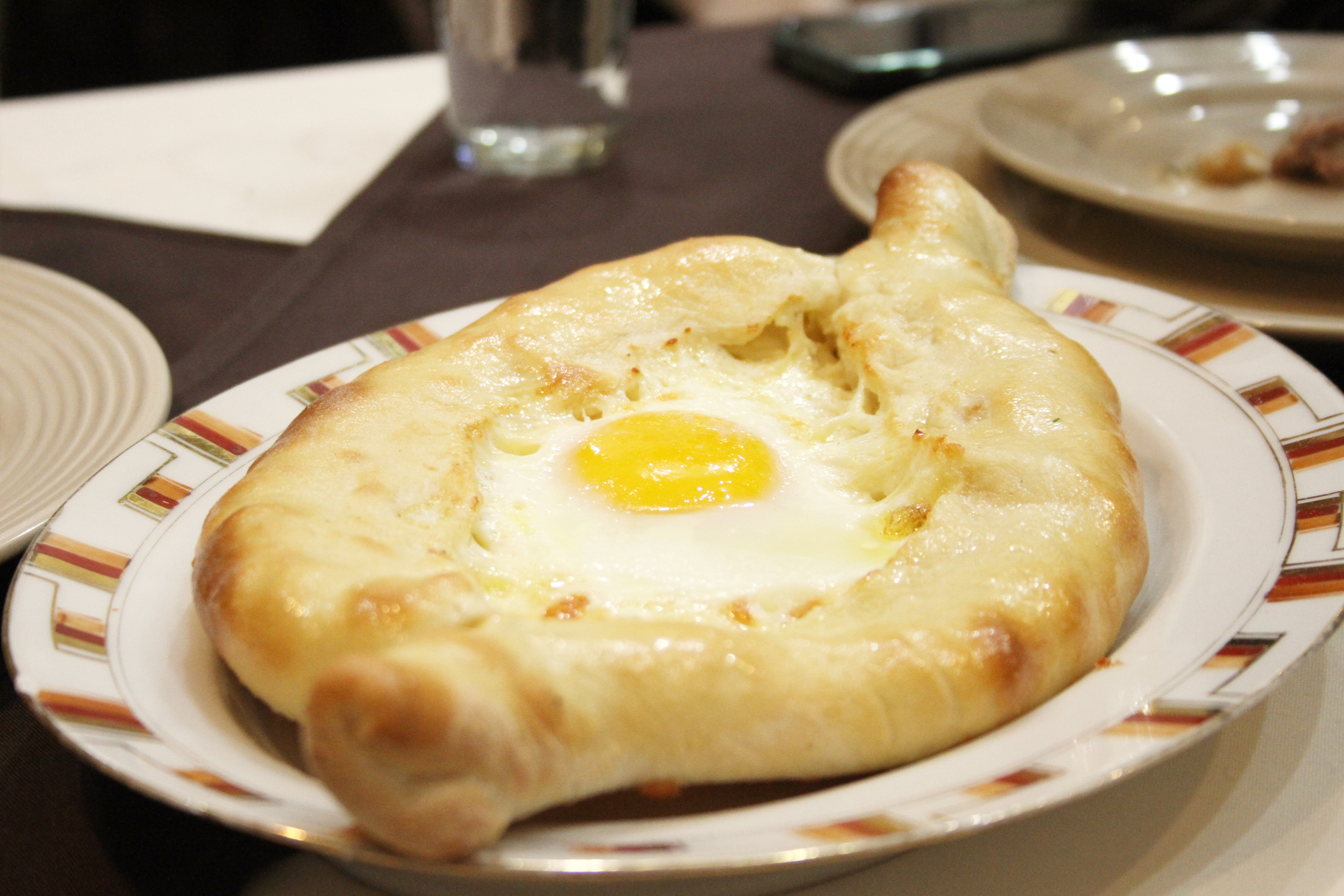
Chaczapuri adżarskie

Potrawy tradycyjnej kuchni gruzińskiej:
- Chinkali
- Szaszłyki przygotowywane na szpikulcach zwanymi szampurami. W skład ich wchodzą kawałki mięsa, polewane winem, opiekane na grillu opalanym winnymi gałęziami
- Phali – sałatki jednowarzywne (np. z buraków albo szpinaku) z dodatkiem np. granatu, orzechów włoskich
- Chaczapuri
- Szyla – potrawa podobna do pilawu, mięso z ziołami, ryżem, cebulą i marchwią
- Indyk sacywi
- Kada – rolada z orzechami
- Czurczchela – korale z orzechów w syropie winogronowym
- Czacza – wódka z winogron
- Aczma